# Terex
Terex Corporation je ameriški proizvajalec težke mehanizacije, kot so bagri, dumper tovornjaki, zgibljivi kiperji, nakladalniki, gradbena dvigala in drugi stroji.
Terex ima zaposlenih okrog 16 tisoč delavcev v 50 tovarnah v Severni in Južni Ameriki, Evropi, Avstraliji in Aziji. Podjetje prodaja svoje izdelke v več kot 170 državah.